# Okręty podwodne typu Minerve
Okręty podwodne typu Minerve – francuskie okręty podwodne z okresu dwudziestolecia międzywojennego i II wojny światowej. W latach 1931–1939 w stoczniach Arsenal de Cherbourg w Cherbourgu, Chantiers Dubigeon w Nantes, Chantiers et Ateliers Augustin Normand w Hawrze i Ateliers et Chantiers de la Seine-Maritime w Le Trait zbudowano sześć okrętów tego typu. Jednostki weszły w skład Marine nationale w latach 1936–1939 i pełniły początkowo służbę na Morzu Śródziemnym. Po zawarciu zawieszenia broni między Francją a Niemcami „Minerve” i „Junon” zostały przejęte przez Brytyjczyków i weszły później w skład marynarki Wolnych Francuzów, a pozostałe cztery jednostki znalazły się pod kontrolą rządu Vichy. „Vénus”, „Pallas” i „Cérès” zostały samozatopione w listopadzie 1942 roku, „Iris” została internowana w neutralnej Hiszpanii, a „Minerve” i „Junon” przetrwały działania wojenne.

## Projekt i budowa
Okręty podwodne typu Minerve zamówione zostały w ramach programów rozbudowy floty francuskiej z 1930 (cztery jednostki) i 1936 roku (dwie ostatnie). Oficjalny, sygnowany przez marynarkę projekt (o oznaczeniu T2), stworzony przez inż. Jeana-Jacquesa Roqueberta, stanowił ulepszenie 600-tonowych typów Sirène, Ariane i Circé, uwzględniając też doświadczenia stoczni prywatnych przy budowie okrętów typów Argonaute, Diane i Orion. Usunięto większość wad poprzedników: okręty charakteryzowały się wysoką manewrowością i krótkim czasem zanurzenia; poprawiono też warunki bytowe załóg. Na jednostkach powiększono też liczbę wyrzutni torped do dziewięciu, jednak bez możliwości zabierania torped zapasowych.
Spośród sześciu okrętów typu Minerve jeden zbudowany został w Arsenale w Cherbourgu, dwa powstały w stoczni Augustin Normand w Hawrze, dwa w stoczni Seine-Maritime w Le Trait, a jeden w Chantiers Dubigeon w Nantes . Stępki okrętów położono w latach 1931–1936, a zwodowane zostały w latach 1934–1938 .
| Okręt            | Stocznia             | Początek budowy      | Wodowanie            | Wejście do służby |
| ---------------- | -------------------- | -------------------- | -------------------- | ----------------- |
| „Minerve” (Q185) | Arsenal de Cherbourg | 17 sierpnia 1931     | 23 października 1934 | 15 września 1936  |
| „Junon” (Q186)   | Augustin Normand     | 9 czerwca 1932       | 15 września 1935     | 20 września 1937  |
| „Vénus” (Q187)   | Seine-Maritime       | 27 czerwca 1932      | 6 kwietnia 1935      | 15 listopada 1936 |
| „Iris” (Q188)    | Dubigeon             | 1 lipca 1932         | 23 września 1934     | 15 września 1936  |
| „Pallas” (Q189)  | Augustin Normand     | 19 października 1936 | 25 sierpnia 1938     | 1939              |
| „Cérès” (Q190)   | Seine-Maritime       | 8 sierpnia 1936      | 9 grudnia 1938       | 1939              |

## Dane taktyczno-techniczne
Jednostki typu Minerve były średniej wielkości okrętami podwodnymi o konstrukcji dwukadłubowej. Długość między pionami wynosiła 68,1 metra, szerokość 5,62 metra i zanurzenie 4,03 metra . Wyporność normalna w położeniu nawodnym wynosiła 662 tony, a w zanurzeniu 856 ton. Okręty napędzane były na powierzchni przez dwa silniki wysokoprężne Normand–Vickers o łącznej mocy 1800 KM. Napęd podwodny zapewniały dwa silniki elektryczne o łącznej mocy 1230 KM. Dwuśrubowy układ napędowy pozwalał osiągnąć prędkość 14,5 węzła na powierzchni i 9 węzłów w zanurzeniu. Zasięg wynosił 2500 Mm przy prędkości 13 węzłów w położeniu nawodnym (lub 4000 Mm przy prędkości 10 węzłów) oraz 85 Mm przy prędkości 5 węzłów w zanurzeniu. Zbiorniki paliwa mieściły 60 ton oleju napędowego. Dopuszczalna głębokość zanurzenia wynosiła 80 metrów .
Okręt wyposażone były w dziewięć wyrzutni torped: cztery stałe kalibru 550 mm na dziobie, dwie kalibru 550 mm na rufie oraz potrójny zewnętrzny obracalny aparat torpedowy kalibru 400 mm . Łącznie okręty przenosiły dziewięć torped, w tym sześć kalibru 550 mm i trzy kalibru 400 mm . Uzbrojenie artyleryjskie stanowiło umieszczone przed kioskiem działo pokładowe kalibru 75 mm M1928 L/35 oraz dwa pojedyncze wielkokalibrowe karabiny maszynowe Hotchkiss kalibru 13,2 mm L/76. Jednostki wyposażone też były w hydrofony .
Załoga pojedynczego okrętu składała się z 3 oficerów oraz 39 podoficerów i marynarzy.

## Służba

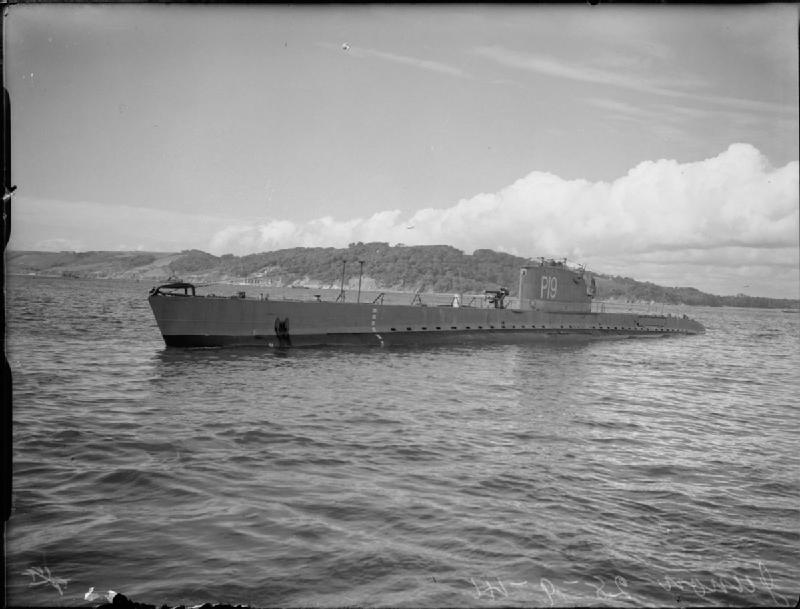
„Junon” na kotwicy w Plymouth.

Wszystkie okręty typu Minerve weszły do służby w Marine nationale między 1936 a 1939 rokiem . Jednostki otrzymały numery burtowe Q185–Q190 . W momencie wybuchu II wojny światowej wszystkie okręty pełniły służbę na Morzu Śródziemnym: „Minerve” i „Junon” wchodziły w skład 12. dywizjonu 2. Flotylli okrętów podwodnych w Oranie, a „Vénus”, „Iris”, „Pallas” i „Cérès” tworzyły 15. dywizjon 5. eskadry 1. Flotylli okrętów podwodnych w Tulonie .
22 lutego 1940 roku wszystkie okręty 15. dywizjonu dotarły na Martynikę, zastępując powracające do metropolii jednostki 8. dywizjonu („Agosta”, „Bévéziers”, „Ouessant” i „Sidi Ferruch”) . 1 maja „Vénus”, „Iris”, „Pallas” i „Cérès” wyruszyły w drogę powrotną, 31 maja przechodząc przez Cieśninę Gibraltarską i docierając 3 czerwca do Tulonu  .
10 czerwca 1940 roku, po wypowiedzeniu wojny przez Włochy „Iris”, „Vénus”, „Pallas” i „Archimède” udały się na patrol na Morze Tyrreńskie, operując 14 czerwca w okolice Savony  . 18 czerwca, wobec zbliżania się wojsk niemieckich do portu w Breście, remontowane tam „Minerve” i „Junon” na holu opuściły bazę i dotarły 20 czerwca do Plymouth . Po podpisaniu zawieszenia broni między Francją a Niemcami, 3 lipca Brytyjczycy przeprowadzili operację Catapult, zajmując siłą wszystkie francuskie okręty znajdujące się w portach brytyjskich (w tym „Minerve” i „Junona”) . Pozostałe cztery okręty zostały rozbrojone w Tulonie, przebywając pod kontrolą rządu Vichy .
„Junon” i „Minerve” weszły do służby w marynarce Wolnych Francuzów . W maju 1941 roku „Minerve” wzięła udział w akcji śledzenia pancernika „Bismarck”, jednak jednostka nie nawiązała kontaktu z wrogiem . Latem 1942 roku „Minerve” wzięła udział w operacji zabezpieczenia arktycznych konwojów PQ-16 i PQ-17  . 19 października 1942 roku na zachód od Bodø „Junon” zatopił norweski parowiec „Nordland” (724 BRT) .
8 listopada 1942 roku, w momencie desantu Aliantów na Oran „Pallas” wraz z siostrzaną „Cérès” znajdowały się w porcie . Następnego dnia, na rozkaz dowódcy bazy wiceadm. Rioulta oba okręty zostały samozatopione, by uniknąć przejęcia przez wojska amerykańskie .
27 listopada 1942 roku, podczas ataku Niemców na Tulon, „Iris” i „Vénus” stacjonowały w basenie Maurillon. Obu okrętom udało się odbić od nabrzeża i rozerwać sieci przeciwtorpedowe, jednak zostały zaatakowane przez bombowce Ju 88 i doznały uszkodzeń. Wobec niemożliwości zanurzenia dowódca „Vénus” nakazał opuszczenie okrętu przez załogę i jego samozatopienie, a „Iris” udało się dotrzeć do Barcelony, gdzie została internowana.
10 października 1943 roku „Minerve” stała się celem ataku rakietami przeprowadzonego przez Liberatora z RAF Coastal Command, w wyniku którego okręt został uszkodzony, a śmierć poniosło dwóch członków załogi  .
19 września 1945 roku „Minerve” zerwała się z holu i weszła na mieliznę nieopodal Portland Bill, ulegając zniszczeniu  . „Iris” i „Junon” zostały sprzedane na złom odpowiednio w 1950 i 1954 roku.